# Turbopsebius brunnipennis
Turbopsebius brunnipennis är en tvåvingeart som först beskrevs av Curtis W. Sabrosky 1948.  Turbopsebius brunnipennis ingår i släktet Turbopsebius och familjen kulflugor.
Artens utbredningsområde är Haiti. Inga underarter finns listade i Catalogue of Life.